# Митрополија зихнијска и неврокопска
Митрополија зихнијска и неврокопска (грч. Μητρόπολις Ζιχνών και Νευροκοπίου), такође зихненска или зихњанска, православна је епархија у саставу Цариградске патријаршије са првобитним седиштем у средњовековној Зихни, а данашњим у Новој Зихни (Општина Зељахово) у источном делу Егејске Македоније (данашња североисточна Грчка). Основана је током 9. века, као епископија у саставу Серске митрополије, под јурисдикцијом Цариградске патријаршије. Почетком 14. века уздигнута је на степен митрополије. Цариградској патријаршији је припадала све до средине 14. века, када су град Зихну одвојили Срби. Након проглашења Српске патријаршије (1346), Зихнијска епархија је укључена у њен састав, што је учињено и са осталим епархијама у околним областима. То је недуго потом довело до сукоба са Цариградом и избијања српско-грчког црквеног спора (1346-1375). За време цара Уроша (1355-1371) том облашћу је владао деспот Угљеша (1365-1371).
Иако је Зихнијска епархија потом враћена под јурисдикцију Цариградске патријаршије, сам град Зихна је након османског освајања крајем 14. века почео да опада, након чега је уследило премештање епархијског седишта по разним местима, уз спајање и раздвајање епархија у периоду између 17. и 19. века (спајане су и раздвајане епархије: Зихнијска, Неврокопска, Драмска, Филипијска). Тек 1924. године обновљена је посебна Зихнијска епархија, којој је 1951. године придружена и Неврокопска епархија, тако да од тог времена постоји Зихнијска и неврокопска епархија (грч. Μητρόπολη Ζιχνών και Νευροκοπίου) на чијем се челу од 2003. године налази митрополит Јеротеј Цолијакос (грч. Ιερόθεος Τσολιάκος).